# Spisy rewizyjne
Spisy rewizyjne – dokumenty odzwierciedlające wyniki rewizji podatkowej ludności Imperium Rosyjskiego w XVIII i pierwszej połowie XIX wieku, przeprowadzanej w celu pogłównego opodatkowania ludności. Spisy rewizyjne były imiennymi listami ludności, w których figurowały imię, imię ojca i nazwisko (jeśli występowało) właściciela dworu, jego wiek, imiona i nazwiska członków rodziny, z podaniem wieku i stosunku do głowy rodziny. Z wyjątkiem wersji pierwszej, drugiej i szóstej, w spisach rewizyjnych uwzględnione zostały osoby płci męskiej i żeńskiej, jednakże w podsumowaniach kobiety nigdy nie figurowały.
W miastach spisy rewizyjne sporządzane były przez przedstawicieli urzędu miejskiego, w miejscach wolnych chłopów — starostów, w prywatnych posiadłościach — ziemian lub ich ekonomów.
Dziś materiały spisów rewizyjnych są jednym ze źródeł w badaniach genealogicznych.
Ogółem sporządzono 10 wersji, spośród których trzy (1719, 1743, 1811) obejmowały tylko mężczyzn:
| №    | Data dekretu | Liczba     |
| ---- | ------------ | ---------- |
| I    | 26.11.1718   | 15 738 000 |
| II   | 16.12.1743   | 21 200 000 |
| III  | 28.11.1761   | 23 200 000 |
| IV   | 16.11.1781   | 28 400 000 |
| V    | 23.06.1794   | 37 400 000 |
| VI   | 18.11.1811   | 41 010 400 |
| VII  | 20.06.1815   | 46 300 000 |
| VIII | 16.07.1833   | 59 132 955 |
| IX   | 01.01.1850   | 68 500 000 |
| X    | 26.08.1856   | 74 556 400 |